# Синяков, Александр (футболист)
Алекса́ндр Синяков (1912 — неизвестно) — советский футболист, нападающий.
Таранный центральный форвард, выступал за московские команды «Торпедо» (1938—1939) и «Крылья Советов» (1940). В 1938 году сделал два хет-трика — в ворота ленинградских «Сталинца» (5:1) и «Зенита» (5:2).